# Луций Муммий Ахаик
Лу́ций Му́ммий Аха́ик (лат. Lucius Mummius Achaicus; родился, по одной из версий, в 193 году до н. э. — умер в 141/140 году до н. э., Рим, Римская республика) — древнеримский военачальник и политический деятель из плебейского рода Муммиев, консул 146 года до н. э. Был «новым человеком». Впервые упоминается в источниках как претор 153 года до н. э. Управлял провинцией Дальняя Испания, где воевал с лузитанами: сначала был разбит, но позже одержал победу, за что по возвращении в Рим в 152 году до н. э. был удостоен триумфа. После избрания консулом был назначен командующим в Ахейской войне. Одержал решающую победу при Левкопетре и разрушил один из центров Ахейского союза Коринф. В дальнейшем совместно с комиссией из десяти легатов организовал в Греции новый порядок, предполагавший фактическое подчинение страны римским наместникам Македонии.
За свою победу Луций Муммий получил второй триумф и агномен Achaicus («Ахейский»). В 142 году до н. э. вершиной его карьеры стала цензура, совместная с Публием Корнелием Сципионом Эмилианом.

## Биография

### Происхождение
Луций Муммий принадлежал к незнатному плебейскому роду Муммиев и был единственным консулом из этого семейства. Согласно Капитолийским фастам, его отец и дед носили тот же преномен — Луций. Отец в своей карьере поднялся только до претуры (177 год до н. э.), и поэтому Луций-младший считался «новым человеком». Его братом был Спурий Муммий, видный интеллектуал и дипломат.

### Ранние годы и начало карьеры
Рождение Луция Муммия в историографии датируют 193 годом до н. э., исходя из требований закона Виллия. Первое упоминание о нём в источниках относится к 153 году до н. э., когда Луций Муммий стал претором. В это время обострилась ситуация в Испании: наместник одной из провинций потерпел поражение от лузитан, а в другой провинции началось восстание кельтиберов. Поэтому сенат решил направить в Ближнюю Испанию одного из консулов, а в Дальнюю — Луция Муммия, получившего 14-тысячную армию. В историографии такое распределение провинций называют вызывающим удивление: ситуация в Дальней Испании на тот момент явно выглядела более серьёзной.
В связи с удалённостью театра военных действий от Рима 153 год до н. э. стал первым годом, когда магистраты вступили в свои полномочия не 15 марта, как раньше, а 1 января. Луций Муммий высадился в Бетике, которую в это время грабили лузитаны. Высадка произошла недалеко от расположения противника, и тот, по-видимому, атаковал римлян прежде, чем они смогли закрепиться на берегу. В сражении погибли 9 тысяч воинов Муммия, и в руки врага попало множество знамён. «Впоследствии варвары в насмешку носили их по всей Кельтиберии»; прямым следствием этого стало восстание против Рима племени ареваков.
С оставшимися у него 5 тысячами воинов Луций Муммий какое-то время ничего не предпринимал: «он боялся выйти в поле прежде, чем укрепит настроение своих солдат, испуганных поражением». Постепенно претору удалось увеличить свою армию до 9 тысяч пехотинцев и 500 всадников. С этими силами он переправился в Мавретанию, ставшую ещё одной жертвой лузитанских набегов, и уничтожил ряд грабивших страну отрядов. В общей сложности, согласно Аппиану, было перебито 15 тысяч лузитанов. Добычу, которую можно было унести с собой, Луций Муммий разделил между воинами, а всё остальное сжёг в честь богов войны.
В следующем году (152 год до н. э.) Луций Муммий вернулся в Рим и был удостоен за свою победу триумфа. Но лузитаны, у которых появился незаурядный вождь по имени Вириат, продолжали войну, и это обстоятельство заставляло римлян скептически оценивать успехи Муммия. В результате последний смог добиться консулата только через семь лет после претуры — в 146 году до н. э., хотя закон Виллия позволял ему стать консулом уже в 150 году. Немецкий исследователь Фридрих Мюнцер предположил, что Муммий мог до этого по крайней мере дважды выдвигать свою кандидатуру на выборах и терпеть поражения.

### Ахейская война
Луций Муммий стал консулом в 146 году до н. э.; его коллегой стал патриций Гней Корнелий Лентул. В это время римская армия продолжала осаду Карфагена, но командование в этой войне осталось за консулом предыдущего года Публием Корнелием Сципионом Эмилианом. Муммий же согласно постановлению сената получил в качестве провинции Грецию. Здесь после аннексии Римом Македонии резко усилились антиримские настроения, что привело к войне с Ахейским союзом. Ещё до прибытия на Балканы Муммия пропретор Македонии Квинт Цецилий Метелл нанёс ахейцам ряд поражений, установил контроль над всей Средней Грецией и начал подготовку к штурму Истма. По данным некоторых источников, его целью с самого начала было закончить войну до прибытия консула, чтобы получить всю славу победителя.
Не желая уступать эту войну Метеллу, Луций Муммий спешно прибыл в римский лагерь под Мегарой с немногими сопровождающими. Как старший по рангу он отправил Метелла обратно в Македонию вместе с его войском; вскоре подошла консульская армия, в которой было 23 тысячи пехотинцев, 3500 всадников, а также отряд критских стрелков и пергамский вспомогательный корпус. Этим силам ахейцы — даже мобилизовав всех свободных мужчин Пелопоннеса, освободив множество рабов и обложив принудительным займом всех богачей — смогли противопоставить всего 14 тысяч гоплитов и 600 всадников. Тем не менее, одержав победу в мелкой стычке, греки решились вступить в большое сражение при Левкопетре. Их конница в самом начале боя обратилась в бегство; гоплиты же некоторое время отбивали атаки врага, но отборный римский отряд в тысячу человек ударил им во фланг. После этого ахейская армия разбежалась, и какое-либо сопротивление римлянам уже не оказывалось. Стратег ахейцев Диэй бежал в Мегалополь и там покончил с собой.
Крупнейший политический и экономический центр Ахейского союза Коринф (Павел Орозий называет его «как бы мастерской, собравшей все ремёсла и ремесленников, и торжищем для всей Азии и Европы») после битвы при Левкопетре открыл перед римлянами свои ворота. Луций Муммий три дня не решался войти в город, боясь засады; наконец, он ввёл в Коринф войска, сжёг и разрушил город. Многих пленников римляне перебили, а всех женщин и детей продали в рабство. При этом погибли многие бесценные произведения искусства. Полибий, присутствовавший при разграблении Коринфа, рассказывает, что видел, как легионеры играли в кости на валявшихся на земле картинах художника Аристида — «Дионис» и «Мучение Геракла в хитоне Деяниры». Правда, первая из этих картин уцелела и позже всё-таки оказалась в Риме.

Когда жесточайшим образом было дано право обирать также пленников, настолько всё наполнилось убийствами и пожарами, что из контура стен пламя, сужавшееся к одной вершине, вырывалось, словно из жаровни. И вот, когда большая часть народа была истреблена огнём и мечом, остатки были проданы в рабство; когда город сгорел, стены были разрушены до основания, а камень, из которого были выложены стены, истёрт в пыль; вывезена была огромная добыча… Вследствие множества и разнообразия статуй и изображений, сгоревших в том пожаре, перемешавшись, металлы золота, серебра и бронзы переплавились в одно целое, и появился новый род металла, отчего до сих пор… существуют названия «коринфская медь» и «коринфская ваза».
— Орозий. История против язычников, V, 3, 6—7.
Земля, на которой стоял город, была предана ритуальному проклятию. В историографии существует мнение, что Коринф был разрушен как один из главных торговых конкурентов Рима. Другие города, воевавшие с Римом, потеряли свои укрепления, а их жители лишились права носить оружие.
Дальнейшую судьбу Греции Луций Муммий определил совместно с присланной сенатом комиссией из 10 человек. По именам известны пятеро легатов: Луций Лициний Мурена, Авл Постумий Альбин, Гай Семпроний Тудитан, Авл Теренций Варрон и Луций Аврелий Орест. На территории Греции были распущены все союзы (Ахейский, Локридский, Эвбейский, Фокейский, Беотийский); демократические конституции во всех городах были отменены; римляне приняли меры для изоляции отдельных общин (в частности, местным жителям было запрещено иметь собственность одновременно в нескольких городах); те общины, которые воевали с Римом, обязаны были выплатить контрибуции. В военном отношении вся Греция теперь подчинялась римскому наместнику Македонии и, фактически, становилась частью этой провинции (Ахайя как особая административно-территориальная единица была организована только при Октавиане Августе).
При всём этом, сам Луций Муммий вёл себя достаточно умеренно. Он добился того, чтобы средства из контрибуций шли в пользу греческих городов, пострадавших в войне, а имущество казнённых врагов Рима оставалось их детям или родителям, при наличии таковых. Кроме того, он отверг предложение демонтировать статую Филопемена. Некоторые источники утверждают, что и окончательная судьба Коринфа была решена не Муммием, а десятью легатами.

### Поздние годы
После отбытия десяти легатов в Рим Муммий ещё долгое время находился в Греции. Он посетил Олимпию и Дельфы, где посвятил богам ряд ценностей из добычи, а в конце 145 года до н. э. вернулся, наконец, в Италию. Здесь он отпраздновал свой второй триумф, во время которого по улицам Рима пронесли картины и статуи из мрамора и бронзы; это шествие впервые в истории сопровождалось театральным представлением. Муммий первым из «новых людей» получил в честь своей победы агномен — Ахейский (Achaicus); таким образом, по полученным им почестям он сравнялся со своими современниками-аристократами Квинтом Цецилием Метеллом Македонским и Публием Корнелием Сципионом Эмилианом Африканским.
Признанием заслуг Луция Муммия стало избрание его цензором на 142 год до н. э. Вторым цензором был Сципион Эмилиан, и такой подбор коллег все источники называют крайне неудачным. Муммий и Корнелий были очень разными людьми с разными политическими интересами; Луций был склонен к компромиссам, особенно в отношениях с нобилитетом, тогда как его коллега — непримиримый враг аристократической «партии» Клавдиев — был намерен бороться с «пороками» по образцу Марка Порция Катона, которого в историографии называют его учителем. Отношение Сципиона Эмилиана к Муммию характеризуется его фразой, произнесённой то ли в сенате, то ли в народном собрании: «Что мне дали коллегу, что нет, безразлично!»
Предположительно, во время цензуры Луций Муммий занимался в первую очередь не политической борьбой, а строительством и сдачей подрядов. Известно, что он отменил ряд решений своего коллеги — в частности, вернул из эрариев (низшего сословия) в полноценные граждане Тиберия Клавдия Азелла (по распространённому тогда мнению, это навлекло на Республику гнев богов). Сципион Эмилиан не скрывал презрительного отношения к Муммию. Это, в частности, проявилось в том, что Муммий не был приглашён на праздничный обед в честь освящения храма Геркулеса; современники осудили Сципиона за столь открытое пренебрежение коллегой.
Срок цензуры истёк в 141 году до н. э. Исследователи предполагают, что Луций Муммий умер вскоре после этого: в 140 году до н. э. его скорее всего уже не было в живых. Согласно Плинию Старшему, дочь Луция не получила от отца приданого, и об этом пришлось позаботиться сенату; подобное сообщение может означать, что смерть Муммия была неожиданной и он не успел устроить имущественные дела семьи.

## Интеллектуальные занятия
Марк Туллий Цицерон упоминает Луция Муммия в своём трактате «Брут» как одного из «второстепенных ораторов» эпохи Гая Лелия Мудрого и Сервия Сульпиция Гальбы. По его словам, Муммий «был прост и старомоден»; тексты речей Луция сохранились до 46 года до н. э., когда был написан трактат Цицерона.

## Потомки
У Плиния Старшего упоминается дочь Луция. В «Римской истории» Аппиана фигурирует некий Муммий, который может быть сыном или внуком завоевателя Греции. Потомки Луция Муммия по мужской линии существовали и во времена Августа, когда они стали именоваться с добавлением когномена Ахаик. По женской линии от Луция происходил император Рима в 68—69 годах н. э. Сервий Сульпиций Гальба.

## Оценки личности и деятельности
Деятельность Луция Муммия в Дальней Испании в 153—152 годах до н. э. описывается Аппианом — основным источником, рассказывающим об этих событиях — в выгодном для проконсула свете (в том числе и в ущерб фактам). Разграбление Коринфа оставило о Луции Муммии недобрую память, в том числе и у римлян. Так, у Плутарха Луций Лициний Лукулл при взятии Амиса во время Третьей Митридатовой войны, видя, как разграблен город его солдатами, вслух завидует Луцию Корнелию Сулле, который «пожелал спасти Афины и спас их», и говорит: «А я хотел состязаться с ним в этом, но судьба уготовила мне славу Муммия!» При этом современник и во многом очевидец событий 146 года до н. э. Полибий даёт положительную оценку поведению Луция:

Уважение государств и отдельных граждан он заслужил вполне, ибо показал себя человеком воздержным и бескорыстным; управление его отличалось мягкостью, хотя среди эллинов он имел огромную власть, и случаи соблазна представлялись ему часто. Если он кое в чём и нарушил долг…, то вина за это падает не на него самого, а на сопутствовавших ему друзей. Об этом яснее всего свидетельствует дело халкидских конных воинов, которых он приказал перебить.
— Полибий. Всеобщая история, ХХХІХ, 17.
Великодушие и бескорыстие Луция Муммия отмечают все источники. Он не присвоил себе ничего из греческой добычи, а произведения искусства легко уступал всем, кто просил его об этом. Луций Лициний Лукулл (дед героя Плутарха) попросил у Муммия несколько статуй, чтобы украсить храм Фортуны перед его освящением, и пообещал, что вернёт их, но вместо этого посвятил их богине. Муммий отнёсся к этому спокойно, и статуи остались в храме. Правда, здесь могло сыграть свою роль то, что Муммий совсем не интересовался греческим искусством и был человеком не слишком утончённым, будучи и в этом противоположностью Сципиону Эмилиану. Гай Веллей Патеркул даже называет его «неотёсанным»: «при взятии Коринфа, намечая для отправки в Италию множество картин и статуй, созданных величайшими мастерами, [он] наставлял сопровождающих: „Если с ними что случится, то вы должны будете изготовить новые“»